# Чорнобаївська районна державна адміністрація
Чорнобаївська районна державна адміністрація - виконавчий орган Чорнобаївського району Черкаської області.
Правові засади діяльності
Здійснення державницьких функцій, як органу місцевої виконавчої влади на відповідній адміністративно-територіальній одиниці  в межах повноважень встановлених Конституцією України і відповідно до законів України (ч.2 ст.6 Конституції України) та реалізація повноважень, делегованих райдержадміністрації відповідною радою (ст.118-119 Конституції України).
Нормативно-правовими засадами діяльності райдержадміністрації, як органу місцевої виконавчої влади є: Конституція України, Закон України «Про місцеві державні адміністрації»,  і як виконавчого органу відповідної ради щодо делегованих повноважень — Закон України «Про місцеве самоврядування в Україні», а також інші закони України.
Місцеві державні адміністрації у своїй діяльності керуються: Конституцією України, Законами України, Указами та розпорядженнями Президента України, Постановами та розпорядженнями Кабінету Міністрів України, органів виконавчої влади вищого рівня, прийнятим у межах їх повноважень.
Структура органу
- Відділ організаційно-кадрової роботи та загальних питань.
- Юридичний відділ.
- Відділ з питань внутрішньої політики, зв’язків з громадськістю у справах преси та інформації.
- Відділ ведення Державного реєстру виборців.
- Відділ фінансово-господарського забезпечення.
- Сектор взаємодії з правоохоронними органами, оборонної і мобілізаційної роботи.
- Сектор контролю.
- Фінансове управління.
- Управління агропромислового розвитку.
- Управління з питань праці і соціального захисту населення.
- Відділ економіки та розвитку інфраструктури.
- Відділ освіти.
- Відділ у справах сім’ї, молоді та спорту.
- Відділ культури і туризму.
- Відділ регіонального розвитку, містобудування та архітектури.
- Відділ з питань надзвичайних ситуацій.
- Відділ житлово-комунального господарства.
- Служба у справах дітей.
- Сектор опіки, піклування та усиновлення.
- Архівний відділ.

ГОЛОВИ
- Головко Олексій Іванович  (БАНДИТ)
- Ляпкало Анатолій Микович